# Guglielmo Acton

Stemma della famiglia Acton

Guglielmo Errico Maria Acton (Castellammare di Stabia, 25 marzo 1825 – Napoli, 29 novembre 1896) è stato un militare e politico italiano, in precedenza ufficiale del Regno delle Due Sicilie.

## Biografia

### Regno delle Due Sicilie
Figlio del brigadiere generale della Marina delle Due Sicilie Carlo Acton (1783-1863) e della contessa Zoè Guignes d'Albon, ex-allievo della Scuola Militare Nunziatella, dopo essere stato inizialmente ammesso nella marina di Genova, intraprese poi la carriera militare nell'anno 1841 nella Marina del Regno delle Due Sicilie. Sposò il 16 maggio 1853 a Napoli Maria Guglielmina Ramirez.
Capitano di fregata e comandante della corvetta Stromboli, solo dopo che i Mille erono sbarcati a Marsala, s'impossessò del piroscafo Piemonte, rimorchiandolo fino al porto di Napoli. 
In seguito,il 14 agosto 1860 respinse l'abbordaggio notturno portato dalla pirocorvetta garibaldina Tukery al vascello borbonico Monarca, nel porto di Castellammare di Stabia, rimanendo ferito ad una coscia, in un episodio controverso.
Comunque, per questo suo gesto gli venne conferita la Croce di cavaliere del Reale ordine di San Ferdinando e del merito da parte del sovrano borbonico.

### Regno d'Italia
Subito dopo la caduta di Napoli, passò alla Regia Marina italiana, partecipando nel 1861 all'assedio di Gaeta, dove si era arroccato il governo borbonico, e di Messina. Nel 1864 intraprese, al comando della fregata Principe Umberto una lunga crociera nell'Atlantico e nel Pacifico. Nel 1866 partecipò alla battaglia di Lissa e imbarcò nella sua fregata i naufraghi del Re d'Italia, affondata dagli austriaci.
Deputato per il collegio di Belluno dal 1867 al 1870, fu contrammiraglio nel 1868, assunse la direzione dell'Arsenale della Spezia e, dal 15 gennaio 1870 al 31 agosto 1871 fu ministro della Marina del Governo Lanza. Nominato senatore il 15 novembre 1871, divenne viceammiraglio nel 1879 e capo di Stato Maggiore della Marina. Fu collocato a riposo nel 1888.
Anche i fratelli minori, Ferdinando ed Emmerik, seguirono la carriera militare, raggiungendo i più alti gradi. La sorella Laura, rimasta vedova nel 1863 del principe Domenico Beccadelli di Bologna, si risposò l'anno successivo col presidente del Consiglio dei Ministri italiano Marco Minghetti.